# Yongping (köpinghuvudort i Kina, Jiangxi Sheng, lat 28,22, long 117,78)
Yongping är en köpinghuvudort i Kina. Den ligger i provinsen Jiangxi, i den sydöstra delen av landet, omkring 190 kilometer öster om provinshuvudstaden Nanchang. Antalet invånare är 45 105. Befolkningen består av 22 020 kvinnor och 23 085 män. Barn under 15 år utgör 20,0 %, vuxna 15-64 år 72 %, och äldre över 65 år 7,0 %.
Runt Yongping är det ganska tätbefolkat, med 192 invånare per kvadratkilometer. Närmaste större samhälle är Hekou, 13,1 km nordväst om Yongping. I omgivningarna runt Yongping växer i huvudsak blandskog.
Genomsnittlig årsnederbörd är 2 755 millimeter. Den regnigaste månaden är juni, med i genomsnitt 477 mm nederbörd, och den torraste är oktober, med 35 mm nederbörd.